# 阿德尔旺
阿德尔旺是奥地利上奥地利州施泰尔兰县的一个市镇。总面积17平方公里，总人口1644人，人口密度96.7人/平方公里（2005年）。